# Obramba pred mračnimi silami
Obramba pred mračnimi silami je učni predmet iz knjig Harry Potter, ki ga poučujejo na čarovniški šoli Bradavičarki. Delovno mesto profesorja obrambe pred mračnimi silami je hotel dobiti tudi temni coprnik Mrlakenstein, a je bil, ko je prvič zaprosil zanj, premlad, drugič pa mu takratni ravnatelj Bradavičarke Albus Dumbledore ni hotel odstopiti delovnega mesta. Zato je bila služba profesorja tega predmeta od takrat prekleta - nobeden od njih ni na šoli poučeval več kot eno leto. Znani profesorji obrambe (v slovenščini in angleščini) pred mračnimi silami, ki so, ali še vedno poučujejo na Bradavičarki:
- Galatea Vedremuessly (Galatea Merrythought; do okoli leta 1943),
- Smottan (Quirrel; l. 1991/92),
- Slatan Sharmer (Gilderoy Lockhart; l. 1992/93),
- Remus Wulf (Remus Lupin; 1993/94),
- Alastor Nergga (Alastor Mad-Eye Moody; l. 1994/95),
- Kalavara Temyna (Dolores Umbridge; l. 1995/96),
- Robaus Raws (Severus Snape; l. 1995/96)